# Општина Мачешу де Жос (Долж)
Мачешу де Жос (рум. Măceşu de Jos) општина је у Румунији у округу Долж.
Oпштина се налази на надморској висини од 31 m.